# エターナルファンタジーのディスコグラフィ
エターナルファンタジーのディスコグラフィでは、 『エターナルファンタジー』の関連CDについて記述する。発売元はLantis。

## サウンドトラック
劇中のBGMが収録されているサウンドトラック。2008年1月23日に発売された。ディスクジャケットにはアルシェが描かれている。
収録曲
| トラック | 曲名                         | 作曲   |
| DISC-1   | DISC-1                       | DISC-1 |
| -------- | ---------------------------- | ------ |
| 01       | メインテーマ                 | lavi   |
| 02       | 穏やかな集落                 | lavi   |
| 03       | 独奏の集まり                 | lavi   |
| 04       | 王都レオメトル               | lavi   |
| 05       | 城下のお姫様                 | lavi   |
| 06       | アルシェの好奇心             | lavi   |
| 07       | レオメトル城                 | lavi   |
| 08       | 絶望深き街                   | lavi   |
| 09       | 未知の地                     | lavi   |
| 10       | 透明な瞳の少女               | lavi   |
| 11       | プリルの祈り                 | lavi   |
| 12       | 王都キルクカプト             | lavi   |
| 13       | 心閉ざした神官               | lavi   |
| 14       | エウレッタの任務             | lavi   |
| 15       | キルクカプト宮               | lavi   |
| 16       | 街の喧騒                     | lavi   |
| 17       | ボケボケウサギ               | lavi   |
| 18       | ロコモコの本心               | lavi   |
| 19       | 禁じられた出会い             | lavi   |
| 20       | 悲しい不協和音               | lavi   |
| 21       | 月輝きし夜                   | lavi   |
| 22       | 禁断の呪紋使い               | lavi   |
| 23       | リューリカの休憩             | lavi   |
| 24       | 精霊と語りし者               | lavi   |
| 25       | ファルテの食欲               | lavi   |
| 26       | 待ち受ける激闘               | lavi   |
| 27       | 緊張                         | lavi   |
| 28       | 僕たちの闘い                 | lavi   |
| 29       | 勝利                         | lavi   |
| DISC-2   |                              |        |
| 01       | メインテーマ・ピアノアレンジ | lavi   |
| 02       | 悲劇                         | lavi   |
| 03       | 黄昏の杜                     | lavi   |
| 04       | 協力者たち                   | lavi   |
| 05       | 瞳に溢れるその涙             | lavi   |
| 06       | 葛藤                         | lavi   |
| 07       | 魔女の策略                   | lavi   |
| 08       | 悲しみ広がりし集落           | lavi   |
| 09       | 懐かしいメロディー           | lavi   |
| 10       | 喧嘩の売買                   | lavi   |
| 11       | 魔界よりいずる者ども         | lavi   |
| 12       | 強敵出現                     | lavi   |
| 13       | 悲劇・オルゴール             | lavi   |
| 14       | 敗北                         | lavi   |
| 15       | 慌てろ! 逃げろ! 大変だ!      | lavi   |
| 16       | 星美しき夜                   | lavi   |
| 17       | 好きという気持ち             | lavi   |
| 18       | ふたりの想い                 | lavi   |
| 19       | 君のぬくもり                 | lavi   |
| 20       | 廃都エルキャピト             | lavi   |
| 21       | 僕たちの合奏                 | lavi   |
| 22       | 翼の君                       | lavi   |
| 23       | 剣の森                       | lavi   |
| 24       | 白き世界・エルセリカ         | lavi   |
| 25       | 冬花つつみし屋敷             | lavi   |
| 26       | 秩序司りし教団               | lavi   |
| 27       | 見定める者                   | lavi   |
| 28       | 総力戦                       | lavi   |
| 29       | dark wing（instrumental）    | lavi   |

## ボーカルアルバム
ボーカルアルバム。2008年2月27日に発売された。ディスクジャケットにはプリルが描かれている。
参加歌手は、瀬名、美郷あき、妖精帝國、Heco、愛乃、miru、Ceui、elefant。
収録曲
1. Eternal Fantasy 〜愛は世界に遍く花のように〜 (Short ver.) [1:47]
歌：瀬名
作詞：tororo、作曲・編曲：虹音
2. 時のカケラ [4:12]
歌：Heco
作詞：くみはし佑、作曲：星和生、編曲：小松一也
3. Trust My Way [4:26]
歌：愛乃
作詞：miru、作曲・編曲：虹音
4. 心に咲く花 [5:03]
歌：美郷あき
作詞：RUCCA、作曲：酒井陽一、編曲：虹音
5. 暁の祈り [4:06]
歌：瀬名
作詞・作曲：瀬名、編曲：中西亮輔
6. 解 [4:48]
歌：miru
作詞：miru、作曲・編曲：佐野貴幸
7. あらたな光 [4:02]
歌：Ceui
作詞：Ceui、作曲：石川智久、編曲：小高光太郎
8. dark wing [3:33]
歌：非公開
作詞・作曲・編曲：lavi
9. Last Fight [4:56]
歌：elefant
作詞・作曲・編曲：DJ ele
10. 小聖女の唄 [3:46]
歌：妖精帝國
作詞・作曲・編曲：橘尭葉
11. 愛の詩 (Short ver.) [3:37]
歌：瀬名
作詞：tororo、作曲：瀬名、編曲：中西亮輔
12. あの花の咲く頃に [4:33]
歌：美郷あき
作詞：RUCCA、作曲：星和生、編曲：小高光太郎

## イメージソングアルバム
イメージソングアルバム。2008年3月26日に発売された。『エターナルファンタジー』のCDとしては、前作『Songs from Eternal Fantasy』から約1ヶ月ぶりのリリース。
パソコンゲーム『エターナルファンタジー』のイメージソングが収録されている。10トラック目に収録されている「Cross Road」は、インターネットラジオ『D.C.toEF ラジオ』のエンディングテーマとして使用され、コーラスに同ラジオでパーソナリティーを務めているひなき藍、きのみ聖、立花あやが参加している。
歌は全曲、瀬名が歌っている。ディスクジャケットには、アルシェが描かれている。
収録曲
1. Rain [2:33]
作詞：瀬名、作曲：Shilo、編曲：中西亮輔
2. 小さな冒険の始まり（instrumental） [1:44]
作曲：lavi
3. Arcie [5:00]
作詞・作曲：瀬名、編曲：lavi
4. 夢の世界（instrumental） [1:46]
作曲：lavi
5. Heaven [5:14]
作詞・作曲：瀬名、編曲：lavi
6. 百年祭の夜に（instrumental） [1:37]
作曲：lavi
7. Depature [6:02]
作詞・作曲：瀬名、編曲：lavi
8. 希望の蕾（instrumental） [1:38]
作曲：lavi
9. Destination [4:57]
作詞：瀬名、作曲・編曲：虹音
10. Cross Road[2] [4:26]
作詞・作曲：瀬名、編曲：中西亮輔

## ドラマCD
ディスクジャケットにはロコモコが描かれている。イラストはたかのゆきによる描き下ろし。出演はひなき藍のみ。
脚本は愛羽が手掛けている。規格品番はSOFT-0026。

## キャラクターソング
2008年4月23日から8月27日にかけて計5枚が発売された一連のシングル。

### Vol.I アルシェ
2008年4月23日発売。歌はアルシェ（立花あや）。
収録曲
（全作詞：瀬名、作曲：松下典由）
1. Winding Road [3:25]
編曲：松下典由
2. 太陽のように、月のように [5:08]
編曲：松下典由
3. Winding Road symphony ver [1:41]
編曲：lavi
4. Winding Road（instrumental）
5. 太陽のように、月のように（instrumental）

### Vol.II ロコモコ
2008年4月23日発売。歌はロコモコ（ひなき藍）。
収録曲
（全作詞：iyuna、作曲：松下典由）
1. ロコモコ☆ロコモーション [3:37]
編曲：木之下慶行
2. 心の鍵 [5:11]
編曲：松下典由
3. ロコモコ☆ロコモーション symphony ver [2:01]
編曲：lavi
4. ロコモコ☆ロコモーション（instrumental）
5. 心の鍵（instrumental）

### Vol.III リューリカ
2008年6月25日発売。歌はリューリカ（はるかめぐみ）。
収録曲
（全作詞：RUCCA、作曲：松下典由）
1. Forbidden Desire [3:32]
編曲：松下典由
2. Alone again [4:19]
編曲：松下典由
3. Forbidden Desire symphony ver [1:43]
編曲：lavi
4. Forbidden Desire（instrumental）
5. Alone again（instrumental）

### Vol.IV ファルテ
2008年7月23日発売。歌はファルテ（きのみ聖）。
収録曲
（全作詞：RUCCA、作曲：松下典由）
1. Moment [4:47]
編曲：松下典由
2. おかえり [4:26]
編曲：松下典由
3. Moment symphony ver [2:05]
編曲：lavi
4. Moment（instrumental）
5. おかえり（instrumental）

### Vol.V エウレッタ
2008年8月27日発売。歌はエウレッタ（中川彩子）。
収録曲
（全作詞：RUCCA、作曲：松下典由）
1. my IDENTITY [3:45]
編曲：松下典由
2. Anniversary [4:43]
編曲：松下典由
3. my IDENTITY symphony ver [1:44]
編曲：lavi
4. my IDENTITY（instrumental）
5. Anniversary（instrumental）